# Henryk Fitz
Henryk Fitz (ur. 2 stycznia 1869 we Lwowie, zm. 23 stycznia 1936 w Warszawie) – generał brygady Wojska Polskiego.

## Życiorys
Henryk Fitz urodził się 2 stycznia 1869 roku we Lwowie, w rodzinie Józefa i Henryki de Churain. Ukończył cztery klasy gimnazjum we Lwowie, a następnie Szkołę Kadetów Piechoty w Łobzowie. 18 sierpnia 1890 roku rozpoczął zawodową służbę wojskową w intendenturze cesarskiej i królewskiej armii. W 1900 roku ukończył w Wiedniu kurs intendentury. W czasie I wojny światowej walczył na frontach w oddziałach tyłowych.
14 kwietnia 1919 roku przyjęty został do Wojska Polskiego i przydzielony do Departamentu IV Gospodarczego Ministerstwa Spraw Wojskowych na stanowisko referenta. 18 czerwca tego roku został przeniesiony do Dowództwa Okręgu Generalnego „Lwów” we Lwowie na stanowisko szefa Intendentury. 6 czerwca 1920 roku powrócił do Departamentu VII Gospodarczego MSWojsk., a już 20 lipca przydzielony został do Sztabu MSWojsk. na stanowisko szefa sekcji w Oddziale IV Zaopatrzenia i Komunikacji kierowanym przez płk. Jana Niesiołowskiego. 1 czerwca 1921 minister spraw wojskowych, w wykonaniu art. 19 dekretu Naczelnego Wodza z 11 kwietnia „O zadaniach i organizacji Kontroli Administracji Wojskowej”, mianował go pułkownikiem Korpusu Kontrolerów Wojskowych. 16 lipca 1921 stanął na czele Oddziału Kontroli Sekretariatu Generalnego MSWojsk. 10 października tego roku objął szefostwo Oddziału Kontroli Administracji Wojskowej – komórki organizacyjnej Wojskowej Kontroli Gospodarczej, która w imieniu ministra spraw wojskowych kontrolowała całokształt administracji armii oraz opracowywała jej budżet. Do zadań Oddziału Kontroli Administracji Wojskowej należało prowadzenie spraw ogólnych i personalnych oraz korespondencji dotyczącej przeprowadzonych kontroli z Szefostwem Administracji Armii, departamentami ministerstwa i Sztabem Generalnym WP, a także ewidencja kontroli. 3 maja 1922 roku został zweryfikowany w stopniu pułkownika ze starszeństwem z dniem 1 czerwca 1919 roku i 1. lokatą w korpusie oficerów kontrolerów. 20 marca 1924 roku Wojskowa Kontrola Gospodarcza została przeformowana w Korpus Kontrolerów. 2 maja tego roku szefem korpusu mianowany został gen. bryg. Roman Górecki. W skład korpusu weszły między innymi grupy kontrolne oficerów korpusu kontrolerów. Skład osobowy grup i ich zakres działania ustalał każdego roku minister spraw wojskowych. Szefem Grupy IV – dla spraw umundurowania, wyznaczony został płk int. Henryk Fitz.

31 marca 1924 roku Prezydent RP Stanisław Wojciechowski na wniosek Ministra Spraw Wojskowych, generała dywizji Władysława Sikorskiego awansował go na generała brygady ze starszeństwem z dniem 1 lipca 1923 roku i 19. lokatą w korpusie generałów.

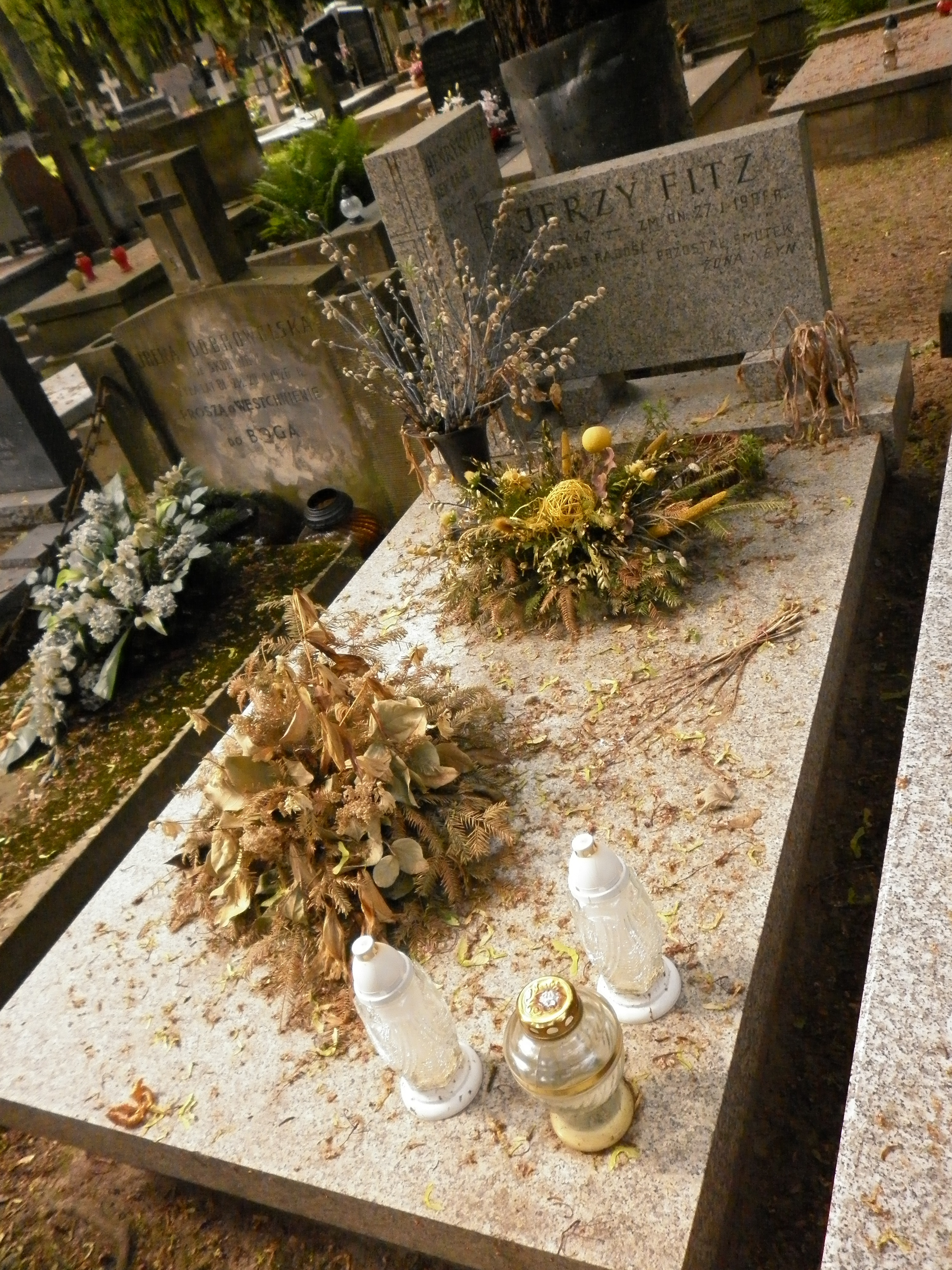
Grób Henryka Fitza

W kwietniu 1925 roku ponownie powołany został na stanowisko szefa Grupy Kontrolnej w Korpusie Kontrolerów. Od 1 lipca 1926 roku pozostawał w dyspozycji szefa Korpusu Kontrolerów. Z dniem 31 stycznia 1927 roku przeniesiony został w stan spoczynku. 
Był żonaty z p. Salibillówną, z którą miał dwoje dzieci. Mieszkał w Warszawie, gdzie zmarł. Pochowany na Cmentarzu Wojskowym na Powązkach (kwatera 17A-1-6).

## Awanse
- podporucznik (leutnant)  – 1892
- porucznik (oberleutnant) – 1896
- kapitan (militärunterintendant) – 1904
- major (militärintendant) – 1913
- podpułkownik (militäroberintendant 2. Klasse) – 1917
- pułkownik – 1920, zweryfikowany ze starszeństwem z dniem 1 czerwca 1919
- generał brygady - 31 marca 1924 ze starszeństwem z dniem 1 lipca 1923 i 19. lokatą w korpusie generałów

## Ordery i odznaczenia
- Złoty Krzyż Zasługi (29 kwietnia 1925)[8]